# Charles Socarides
Charles W. Socarides, né le 24 janvier 1922 à Brockton et mort le 25 décembre 2005 à New York, était un psychiatre, psychanalyste, médecin, éducateur et auteur américain.
Socarides a consacré une grande partie de sa carrière à l'homosexualité, qu'il croyait susceptible d'être modifiée. Il a contribué à la fondation de la National Association for Research & Therapy of Homosexuality (en) (NARTH) en 1992 et a beaucoup travaillé avec l'organisation jusqu'à sa mort.

## Formation
En 1935, à l'âge de treize ans, après avoir lu une biographie de Sigmund Freud, Socarides décide de devenir médecin et psychanalyste. En 1952, à l'âge de 30 ans, il est diplômé du Harvard College et reçoit son certificat en médecine psychanalytique de ce qui est aujourd'hui le Centre de formation et de recherche psychanalytique de l'université Columbia. 

## Carrière
Socarides était psychiatre et psychanalyste en exercice à New York de 1954 jusqu'à sa mort. Il a traité des patients pour homosexualité tout au long de sa carrière. Il a rapporté qu'« environ un tiers » de ses patients sont devenus hétérosexuels après le traitement. 
Il a enseigné la psychiatrie à l'université Columbia et au centre médical du Downstate de l'université d'État de New York, et a été professeur clinique de psychiatrie à l'Albert Einstein College of Medicine, à New York, de 1978 à 1996. Il a donné des conférences sur les résultats de ses recherches à Londres au Centre Anna Freud, à la Clinique Portman, au Gender Identity Development Service de la Clinique Tavistock et devant la British Psychoanalytical Society.
Il a fait partie du conseil d'administration de la Margaret Mahler pour la recherche psychiatrique. Il a été membre du comité consultatif international, du deuxième symposium psychanalytique international (Delphes, Grèce, 1988) de l'American Medical Association, de l'American Psychiatric Association, de l'Association for Psychoanalytic Medicine et de l'International Psychoanalytical Association. Socarides était membre à vie de l'American Psychoanalytic Association, où il a présidé un groupe de discussion, et membre affilié de la Royal Society of Medicine à Londres, au Royaume-Uni.

## Vision de l'homosexualité
Une grande partie de la carrière de Socarides a été consacrée à l'étude de l'homosexualité. Il a été regroupé avec Irving Bieber (en) et Lionel Ovesey (en) comme les principaux représentants du courant psychanalytique américain qui a été actif dans la promotion de méthodes analytiques pour faire reculer l'homosexualité. 
Socarides a postulé que l'homosexualité était une adaptation névrotique, et qu'elle pouvait être traitée (thérapies de conversion). Il a écrit que l'homosexualité masculine se développe généralement au cours des deux premières années de la vie, pendant le stade pré-œdipien de la formation de la personnalité du garçon. Selon lui, elle est causée par une mère contrôlante qui empêche son fils de se séparer d'elle, et un père faible ou rejetant qui ne sert pas de modèle à son fils ou ne soutient pas ses efforts pour échapper à la mère,.
Selon lui, les fondements d'une orientation homosexuelle sont généralement posés avant l'âge de trois ans, c'est-à-dire qu'ils sont pré-œdipiens. Il pense qu'il est théoriquement possible qu'en tant que jeune homme de 18 ans, timide et excité, originaire d'une petite ville, il ait pu être séduit par le sexe gay à l'université si on lui avait seulement demandé d'essayer quand il a essayé d'entrer en contact avec une certaine fille qui semblait injoignable. Il considère donc ouvertement les tuteurs homosexuels comme une autre forme de maltraitance des enfants.
Socarides ne considère pas l'homosexualité comme immorale :

« L'homosexuel est malade, et tout ce qui contribue à dissimuler ce fait réduit les chances de traitement. […] Si l'homosexualité était acceptée par la société, cela ne ferait qu'accroître ces problèmes. […] Environ la moitié des patients qui ont des activités homosexuelles souffrent de schizophrénie ou de paranoïa concomitante, sont des schizophrènes latents ou psychonévrotiques ou souffrent d'une réaction maniaco-dépressive. L'autre moitié des patients, s'ils sont névrotiques, sont de type obsessionnel ou parfois phobique. Ils souffrent parfois de troubles du caractère, d'une personnalité psychopathe ou de diverses formes d'addiction. ...] En tant que solution, l'homosexualité est toujours vouée à l'échec, et même lorsqu'elle est mise au service d'objectifs utilitaires - par exemple, le prestige, le pouvoir, la protection par un homme plus fort - le succès est de courte durée. »

— Charles W. Socarides, The Overt Homosexual
Selon lui, l'homosexualité est un handicap social en soi, puisque seule l'hétérosexualité est biologiquement et socialement utile. Il y aurait également une vérité fondamentale tant dans la psychodynamique inconsciente que dans la relation entre l'anatomie et l'identité psychosociale. Dans un article du Journal of the American Medical Association, il a décrit l'homosexualité comme « un trouble redouté, de caractère malin, qui a pris des proportions épidémiques ». Il a estimé que 4 millions d'Américains « souffrent » de cette maladie et a averti que c'est la principale maladie du pays. En référence à Bieber (1962), il a affirmé qu'un tiers des patients exclusivement homosexuels pouvaient être convertis à l'hétérosexualité exclusive par la psychanalyse. (Bieber a fait état d'un taux de réussite de 19 % pour sa contribution).
Le consensus des associations professionnelles américaines de psychologie et de psychiatrie qui font autorité, l’American Psychological Association et l’American Psychiatric Association, est que ces théories et opinions ne sont pas scientifiquement défendables.
Socarides s'est opposé avec véhémence à la décision de l'Association psychiatrique américaine de retirer l'homosexualité du Manuel diagnostique et statistique des troubles mentaux et il a continué à qualifier l'homosexualité de maladie mentale.
En 1992, Socarides a fondé l’Association nationale pour la recherche et la thérapie de l'homosexualité avec Joseph Nicolosi et Benjamin Kaufman en réponse à ce qu'ils considéraient comme le parti pris politique croissant de l’American Psychiatric Association de ne pas considérer l'homosexualité en soi comme digne de traitement et traitable, afin de poursuivre « les études scientifiques sur la prévention, le traitement et les problèmes liés à l'homosexualité ». Il en a également été le premier président.
Socarides a également parlé publiquement de son opposition au mouvement des droits des homosexuels, qui, selon lui, saperait les rôles sociaux des sexes et la famille.

## Dans les médias
Il a participé à des émissions d'information telles que Dateline NBC, 60 Minutes et Larry King Live pour parler de son travail.
Le neuroscientifique Simon LeVay l'a interviewé en 1992 pour le documentaire britannique Born That Way ? Lorsque LeVay a demandé à Socarides quelles étaient les raisons de l'homosexualité de son fils, « il s'est mis en colère et a dit, entre autres choses, 'Que diriez-vous si je vous demandais votre statut VIH ? » À la demande de Socarides, cette partie a été enlevée du documentaire. En 1995, un autre journaliste lui a demandé si son « éducation minable » en était la raison. « Socarides a habilement mis en cause une combinaison d'événements incontrôlables, "comme le fait que lui et la mère de Richard ont divorcé lorsque Richard avait environ trois ans, l'âge auquel le mécanisme névrotique" de l'homosexualité peut être implanté chez un enfant. Socarides a également déclaré que la mère de Richard, aujourd'hui décédée, a été "assez dure avec mon fils" après le divorce ».

## Vie privée
Socarides était père de cinq enfants : un fils, Richard Socarides, de son premier mariage ; une fille, également de son premier mariage ; deux enfants de son deuxième mariage ; et un de son quatrième mariage, avec Claire Alford Socarides. Richard, qui est homosexuel, était le conseiller principal de Bill Clinton pour la liaison publique sur les questions relatives aux gays et aux lesbiennes.

## Publications
Socarides a écrit ou co-écrit de nombreux livres et articles psychanalytiques.
- (en) Charles W Socarides, The Overt Homosexual, Jason Aronson, Inc., 1968 (ISBN 0-87668-162-3).
- (en) Charles W. Socarides, Beyond Sexual Freedom, New York Times/Quadrangle Books, 1975, 181 p. (ISBN 0-8129-0532-6).
- (en) Charles W. Socarides et Selma Kramer, Work and Its Inhibitions : Psychoanalytic Essays, International Universities Press, 1975, 276 p. (ISBN 0-8236-6866-5).
- (en) Charles W. Socarides, The World of Emotions : Clinical Studies of Affects and Their Expression, International Universities Press, 1977, 625 p. (ISBN 0-8236-6867-3).
- (en) Charles W.; & Karasu, Toksoz B. Socarides, On Sexuality : Psychoanalytic Observations, International Universities Press, 1979 (ISBN 0-8236-3857-X).
- (en) Charles W. Socarides, Preoedipal Origin and Psychoanalytic Therapy of Sexual Perversions, International Universities Press, 1988, 639 p. (ISBN 0-8236-4287-9).
- (en) Charles W. Socarides, Homosexuality : Psychoanalytic Therapy, Jason Aronson, Inc., 1989 (ISBN 0-87668-814-8).  — First published in 1978 under the title Homosexuality.
- (en) Vamik D. Volkan et Charles W. Socarides, The Homosexualities : Reality, Fantasy, and the Arts, Madison (Conn.), International Universities Press, 1990, 392 p. (ISBN 0-8236-2347-5).
- (en) Vamik D. Volkan et Charles W. Socarides, The Homosexualities and the Therapeutic Process, Madison (Conn.), International Universities Press, 1991, 315 p. (ISBN 0-8236-2348-3).
- (en) Charles W. Socarides, Sexual Politics and Scientific Logic : The Issue of Homosexuality, Association for Psychohistory, 1992 (ASIN B0006RCH62).
- (en) Charles W. Socarides, Homosexuality : A Freedom Too Far. A Psychoanalyst Answers 1000 Questions About Causes and Cure and the Impact of the Gay Rights Movement on American Society, Roberkai, 1995, 321 p. (ISBN 0-9646642-5-9).
- (en) Charles W. Socarides et Abraham Freedman, Objects of Desire : The Sexual Deviations, International Universities Press, 2002 (ISBN 0-8236-3731-X).
- (en) Charles W. Socarides et Abraham Freedman, Objects of Desire : The Sexual Deviations, International Universities Press, 2002 (ISBN 0-8236-3731-X).
- (en) Loretta L. Loeb et Charles W. Socarides, The Mind of the Paedophile : Psychoanalytic Perspectives, Londres, Karnac, 2004, 211 p. (ISBN 1-85575-970-5).